# Карьера Никодима Дызмы
«Карье́ра Никоди́ма Ды́змы» (пол. Kariera Nikodema Dyzmy) — первый роман польского писателя Тадеуша Доленги-Мостовича, впервые изданный в 1932 году в издательстве «Рой», принадлежавшее Мельхиору Ваньковичу.
Сюжет повествует о том, как ленивый, бездарный и ничтожный человек, без состояния и положения, сделал головокружительную карьеру государственного деятеля.
Сатирический роман является остросоциальным произведением и ярким документом, свидетельствующим о противоречиях в польском обществе в 20—30-е годы XX века.

## История создания

### Предпосылки к написанию
В те годы была известна следующая полуанекдотическая история.
Весной 1926 года в доме Пилсудского во время его именин собралось множество различных людей, верящих в его «звезду». В один момент хозяин достал папиросу, но не смог закурить — спичек не оказалось под рукой. Никто из близко сидевших не заметил этого. Зато из-за противоположного конца длинного стола выскочил молодой человек и бросился к Пилсудскому с зажигалкой. Именинник закурил. Молодой человек вернулся на своё место. Все, казалось, забыли об этом эпизоде. В мае 1926 года произошёл государственный переворот, в результате которого Пилсудский пришёл к власти. Установился так называемый режим санации («оздоровления»). При обсуждении состава правительства особые трудности представляли иностранные дела. Искали подходящих людей. «Тот, с зажигалкой, был бы хорош — любезный человек», — сказал Пилсудский. Установили имя владельца зажигалки, и Роман Кнолль занял высокий государственный пост.
Тадеуш Доленга-Мостович был журналистом, критиковавшим авторитарный режим санации и Юзефа Пилсудского, при этом лично никогда не был глубоко идеологически настроенным автором, не трактовал свои статьи как элемент политической борьбы. Но его фельетоны, меткие, злые, острые, полемически отважные, с восторгом принимались одной частью общества и больно воспринимались другой.
Когда майский переворот в Польше 1926 года опрокинул политический айсберг, газета «Rzeczpospolita» и Мостович неожиданно оказалась в оппозиции. 8 сентября 1927 года журналист был похищен группой солдат в штатском, избит и брошен за пределами Варшавы.
Его ждала неминуемая гибель, если бы не помощь случайного сельчанина, проезжавшего этой дорогой. После этого случая, Мостович в 1928 году окончательно порвал с журналистикой и стал писателем.

### Первая публикация

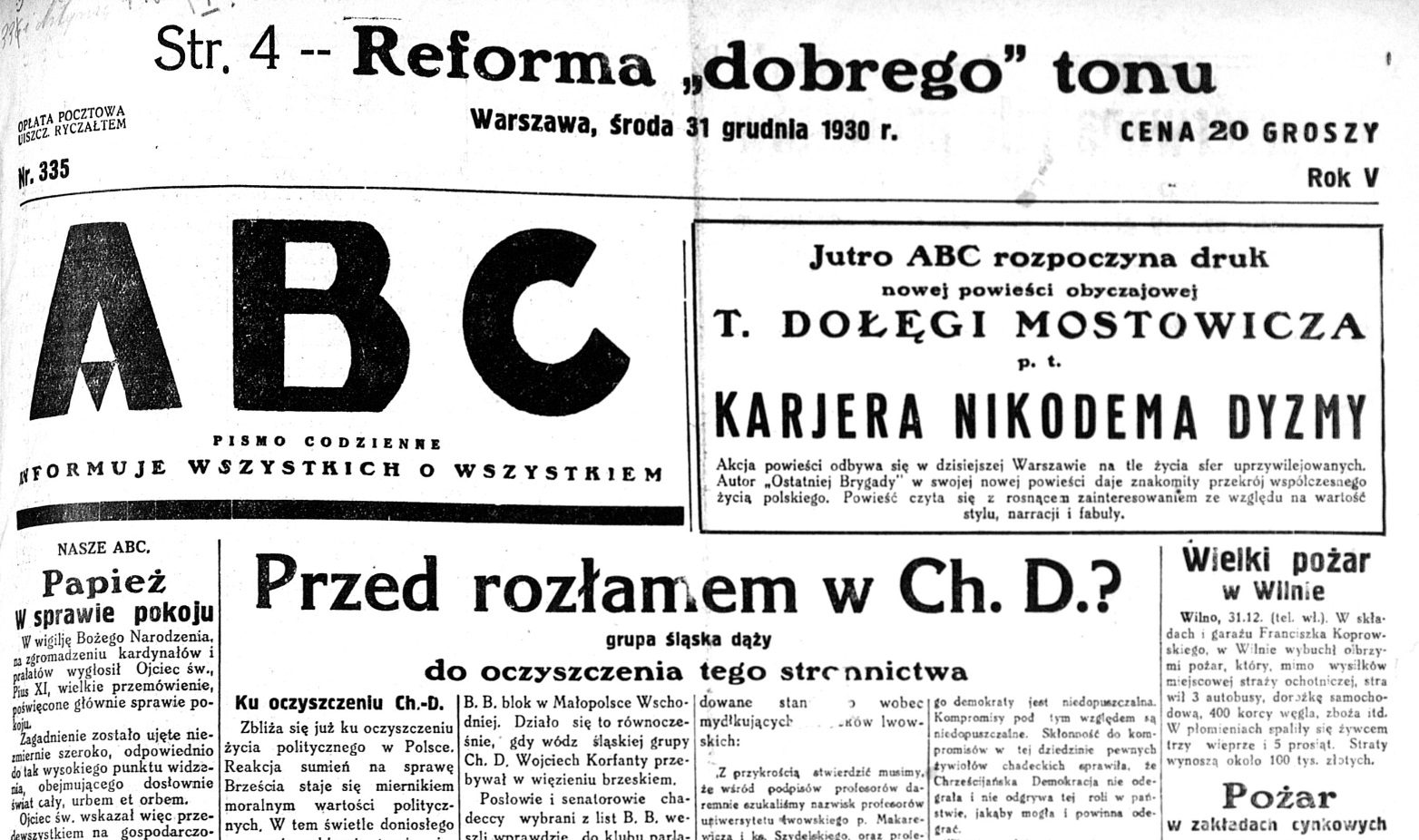
Заголовок газеты «ABC» с объявлением о печати романа

Впервые роман появился 1 января 1931 года на страницах газеты «ABC». Роман рекламировался, как прекрасный блестящий срез современной польской жизни и читается с нарастающим интересом, благодаря ценности стиля, повествования и сюжета.
В своём письме к редактору газеты «Wiadomości Literackie» Тадеуш Доленга-Мостович констатировал, что его роман «не имеет абсолютно никакой политической тенденции и что действие её происходит в неопределённое время».
В мае 1931 года цензура конфисковала два эпизода из отрывка, описывающий избиение проститутки Маньки в полицейском участке.

## Сюжет
Действие происходит в Польше в 1920-е годы. В стране экономический кризис.
Неудачник Никодим Дызма, уволенный с почты, приезжает в Варшаву из провинциального Лыскова на поиски работы.
Найдя на улице потерянное посыльным приглашение к премьер-министру, Никодим идёт на правительственный раут с целью бесплатно поесть.
На банкете главного героя случайно толкает один из гостей. Никодим приходит в бешенство и высказывает свои претензии человеку, который, как позднее оказалось, является Яном Терковским — главой кабинета министров, заместителем госсекретаря.
На рауте Дызма знакомится с полковником Вацлавом Варедой и министром сельского хозяйства.
Через несколько минут к Никодиму подходит некий Леон Куницкий, который быстро оценил: приятель министра пригодится ему в делах, просит его познакомить с министром Яшунским.
Куницкий предлагает Дызме должность управляющего дворянского владения Коборово, поощряет огромным задатком. Дызма выезжает в Коборово к Куницкому, где знакомится с женой Куницкого Ниной и дочерью Касей, встречает Жоржа Понимирского, брата Нины, который подвержен душевному расстройству.
Никодим узнаёт любопытные факты о Куницком. Леон Куницкий (Куник, как его презрительно называет Жорж) — гнусный ростовщик и мошенник. У отца Нины возникли финансовые трудности, и Нина вышла за Куника, чтобы спасти родовое поместье. Куницкий выудил у неё векселя и присвоил себе родовое имение Понимирских, а Жоржа содержит в отдельном павильоне под присмотром врача.
В Никодима влюбляется молодая графиня — это не нравится Касе, у которой с Ниной были лесбийские отношения. Куницкий становится свидетелем очередной безобразной сцены между Касей и Никодимом, и отправляет Касю в Швейцарию.
Никодим уезжает по делам в Варшаву, передаёт графине Пшеленской, тёте Жоржа, письмо от Жоржа. В письме граф Жорж врёт, что знает Никодима со времён совместной учёбы в Оксфорде. Знакомство с Пшеленской открыли перед Никодимом двери всех плутократических и аристократических кругов.
В разговоре с Яшунским Дызма предлагает, как свой собственный, услышанный от Куницкого, план спасения сельского хозяйства и страны от экономического краха. К Дызме прислушиваются, и назначают председателем Государственного хлебного банка. Дызма предлагает способному Зызе Кшепицкому стать его личным секретарём, тот с радостью соглашается и начинает действовать с такой энергией, что влияние Никодима растёт с каждым днём.
По совету Зызи, Никодим ворует у Куницкого векселя, документы на продажу имения, выдворяет, не без помощи своих высокопоставленных друзей Куницкого из страны и женится на Нине. Жорж узнаёт о свадьбе и приходит в ярость. Дызма обещает переселить Жоржа во Дворец, дать лошадь, карманные деньги за молчание об Оксфорде, в противном случае обещает отправить Жоржа в лечебницу для душевнобольных в психиатрическую клинику Творки. Жорж соглашается держать язык за зубами.
В связи с тяжёлой ситуацией в стране, министр финансов предлагает продавать запасённое зерно за границу. Дызма (по совету Кшепицкого) не поддерживает этот план, так как это уничтожит Хлебный банк и произойдёт резкое падение облигаций на бирже. Предложение министра, несмотря на возражение Дызмы, проходит в ходе голосования. В знак протеста против действий правительства, Дызма подаёт в отставку (опять же по совету Кшепицкого) и уезжает в Коборово. Государственный Хлебный банк обанкротился. Правительство подало в отставку.
В Коборове справляют праздник урожая, собираются гости. Приезжает курьер с письмом от президента для Дызмы, с предложением сформировать новое правительство и возглавить его. Дызма, испуганный неизбежным постыдным изобличением в связи с незнанием английского языка, отказывается от поста премьера. Гости в истерике, их поражает его решение.
Полубезумный аристократ Жорж смеётся и кричит, обращаясь к «сливкам общества»:
«Над вами смеюсь! Над вами! Ваш Никодим Дызма — самый настоящий жулик, который водит вас за нос! Идиот, не имеющий ни малейшего понятия не только об экономике, но и об орфографии. Хам без подобия элементарного воспитания. Вы сами возвели эту скотину на пьедестал! Вы! Люди, лишенные всяких разумных критериев!»
Гости встревожены, но графиня Пшеленская успокаивает их, что Жорж не в своём уме. Никто не воспринимает его слова всерьёз.

## Персонажи
1. Никодим Дызма — главный герой, простак и карьерист по воле случая, 36 лет.
2. Нина Понимирская — графиня, жена Куницкого, позже жена Дызмы, 24 года.
3. Леон Куницкий, он же Куник — муж Нины, полномочный представитель Коброво, лесопромышленник, бывший ростовщик, 66 лет.
4. Кася Куницкая — дочь Куницкого от первого брака, в прошлом любовница Нины, 22 года.
5. Жорж Понимирский — граф, брат Нины, душевнобольной, 30 лет.
6. Вацлав Вареда — высокопоставленный полковник, друг Дызмы.
7. Яшунский — министр сельского хозяйства.
8. Ясь Уляницкий — вице-министр, заместитель Яшунского.
9. Графиня Эугения Пшелецкая — тётя Жоржа и Нины, владелица светского салона в Варшаве, около 50 лет.
10. Зызя Кшепицкий — секретарь Дызмы, любовник графини Пшеленской, 35 лет.
11. Манька Бартик — проститутка, влюблённая в Дызму[~ 2].
12. Ян Терковский — заместитель госсекретаря, недоброжелатель Дызмы.
13. Ляля Конецпольская — графиня, молодая немка, участница окультного собрания[~ 3]
14. Юзеф Бочек — начальник почты в Лыскове, бывший начальник Дызмы, 50 лет.
15. Оскар Хель — друг Каси, поклонник Нины, около 40 лет.

## Переводы
Роман был впервые издан в 1935 году на польском языке.
Также переведён на армянский, белорусский, вьетнамский, испанский, иврит, литовский, украинский, португальский, сербский и другие языки.

### Русский язык

Твёрдая обложка русскоязычного издания за 1966 год

- Первый перевод романа был опубликован в 1935 году в издательстве «Художественная литература» в переводе И.Фольк, предисловие С. Людкевич[1].
- Второе издание опубликовано в 1966 году в издательстве «Гослитиздат» в переводе И. Фольк, послесловие Д. Гальпериной[4].

### Английский язык
- Эва Малаховска-Пасек и Меган Томас перевели роман на английский язык в 2018 году, а англоязычное издание было опубликовано в сентябре 2020 года издательством Северо-Западного университета[10].

Перевод является лауреатом премии "Found in Translation Award " (ежегодная награда за лучший перевод польской литературы на английский язык) за 2021 год.

## Адаптации

### Кино
- 1956 — фильм «Необыкновенная карьера»[пол.], Польша, режиссёр — Ян Рыбковский. В главной роли — Адольф Дымша.
- 1980 — телесериал «Карьера Никодима Дызмы», Польша, режиссёр — Ян Рыбковский, Марек Новицкий. Главную роль исполнил Роман Вильгельми. Получил несколько национальных наград за исполнение роли Никодима Дызмы. Роль Жоржа Понимирского сыграл Войцех Покора.
- 2002 — комедийный фильм «Карьера Никося Дызмы»[пол.], Польша, режиссёр-Яцек Бромский. В роли современного Дызмы выступил Цезарий Пазура[12].

### Театр
- В 1939 году в Театре имени Ленинградского совета была поставлена комедия «Сильная личность» (инсценирована под заглавием «Карьера Дызмы») по пьесе А. Морова[13], режиссёр — Владимир Иогельсен. Главную роль исполнил советский актёр театра и кино Николай Крюков.
- В 1960 году — пьеса «Карьера» Сергея Поволоцкого[14].
- 1971 год — оперетта в Музыкальном театре, Гдыня, режиссёр — Ян Водзинский.
- 1972 год — оперетта Театр Музыки в Люблине, режиссёр — Анджей, Хундзяк[пол.] ; в том же году в в Нижнесилезской оперетте, режиссёр — Игорь Перегродский.
- 1995 год — «Карьера Никодима Дызмы», Польский театр, Быдгощ, режиссёр — Ремигиус Кабан.
- 2010 год — Театр имени Стефана Жеромского, режиссёр — Пётр Секлуцкий.
- 2013 год — Театр им. Стефана Ярача, Ольштын, режиссёр —  Михаил Котанский[пол.].
- 2014 год — Театр «Сирена», Варшава, режиссёр — Войцех Костельняк[пол.].
- 2020 год — театр им. Вилама Хожицы в Торуни, сценарист — Пётр Ровицкий[пол.][15].
- 2022 год — «Авантюра Никодима Дызмы» — Национальный драматический театр имени Ивана Франко, режиссёр — Дмитрий Чирипюк.
- 2023 год — театр им. А. Мицкевича в Ченстохове, режиссёр Габриэль Гитски[пол.].

### Радио
- В 1979 году вышел 10-серийный радиосериал «Карьера Никодима Дызмы» Театра Польского радио[16], режиссёр — Юлиуш Овидский[пол.].

### Мюзиклы
- 2002 — мюзикл под названием «Dyzma musical» в Театре развлечений, Хожув, режиссёр — Лако Адамик[пол.][17][18].
- 2007 — театр им. Витольда Гомбровича в Гдыне, режиссёр — Ян Шурмей[пол.][18].
- 2017 — в театре поисков в Радоме, режиссёр — Катаржина Сасал[19].

### Другое
- Книга послужила источником вдохновения для книги американского писателя польского происхождения Ежи Косинского «Being There», опубликованной на английском языке в 1971 году. Косинский не упомянул «Карьеру Никодима Дызмы», которая была неизвестна в то время английским читателям. В расследовании, опубликованным газетой The Village Voice в 1982 году Косинский обвинялся в плагиате, в том числе сюжета «Быть там»[20][21].
- В 1993 году появилось продолжение романа, написанного Анджеем Маковецким(под псевдонимом Лада Андрей, Макки Эндрю)-«Сын Никодима Дызмы»[22] и "Крестовый поход Никодима Дизмы: продолжение страстного романа «Сын Никодима Дизмы»[23].
- В 2003 году вышел приквел « Никодим Дызма в Лыскове» Тадеуша Зубинского[24].
- В 2013 году Леслав Фурмага написал «Падение Никодима Дызмы»[25].
- В 2013 году вышла книга Марцина Вольски «Президент фон Дызма»[26].
- В 2020 году Артур Вольски написал книгу «Третья жизнь Никодима Дызмы»[27].
- Казимеж Дымек написал 3 книги о дальнейшей судьбе Никодима Дызмы: «Гауптман Хирш или дальнейшая судьба Никодима Дизмы»(2012)[28], «Ротмистр Островский — вторая часть дальнейшей судьбы Никодима Дизмы»(2013)[29], «Майор фон Куртиц или третья часть дальнейшей судьбы Никодима Дизмы»(2014)[30].

## Наследие
После сочинения романа прошло более 90 лет, однако это произведение ещё долго будет актуальным в современном обществе.
В Польше появился термин «дызмизм», обозначающий выдвижение на высокий государственный пост человека, недостойного, бездарного и ничтожного и используется, как выражение, означающее обесцененную карьеру.
По словам С. Билла, доктора из Кембриджского университета:
«„Карьера Никодима Дызмы“ в польской культуре стала синонимом случайного политико-социального продвижения конформистского самозванца. Это весёлый роман времён межвоенной войны информативен и вне времени».Оригинальный текст (пол.)Jednak "Kariera Nikodema Dyzmy" w polskiej kulturze stała się synonimem przypadkowego polityczno-społecznego awansu konformistycznego oszusta.Ta przezabawna powieść z czasów międzywojnia jest pouczająca i ponadczasowa
По словам Станислава Рембека, известного польского писателя:
«дух наглости, грубости, глупости, заоблачного высокомерия по отношению к слабым, которые присущи Никодимe Дызме, будет жить в следующем поколении».Оригинальный текст (пол.)Tak, ale duch Nikodema Dyzmy będzie żył w następnym pokoleniu.Duch bezczelności, chamstwa, wojującej głupoty, niebotycznej pychy wobec słabszych i psiego służalstwa wobec wyższych rangą czy znaczeniem.

## Комментарии
1. ↑  Здесь и далее все имена и названия приводятся по переводу И.Фольк
2. ↑  В первой главе произведения главный герой напоминает Маньке об отсутствии у неё билета. В те годы в Польше проститутки обязаны были регистрироваться — существовал полицейский реестр женщин, занимающих проституцией, которым выдавались специальные медицинские «чёрные книжки» (по примеру «жёлтого билета»).. Piotr Gołdyn. Pogarda dla zawodu, litość dla człowieka. — Kalisz: Kaliskie Towarzystwo Przyjaciół Nauk, 2013. — С. 74. — 284 с. — 150+50 экз. — ISBN 978-83-62689-27-9.
3. ↑  В одиннадцатой главе на вечеринке с элементами сатанинского культа персонажи употребляли вино с экстрактом пейотля — сильный галлюциногенный наркотик.Игорь Белов. Искусственный рай. Наркотики в жизни и творчестве польских писателей // https://culture.pl : сайт. — 2021. — 19 мая. Архивировано 9 апреля 2023 года.